# ベースボール5
ベースボール5（ベースボールファイブ、英: Baseball5）は、野球（ストリートベースボール）を原型として考案されたスポーツ。2018年に世界野球ソフトボール連盟（WBSC）によって考案された。WBSCからは、野球・ソフトボールに次ぐ第3の競技として認定されている。ゴムボールさえあればどこでもプレーできるのが特徴で、フィールドも野球・ソフトボールと比べてコンパクト化されている。男女混合でプレーすることが想定されルールが作られている。

## ルール
出典:

### イニング
5イニング制で行われ、同点の場合はタイブレーク方式の延長戦を行う。3回終了時点で15点差、4回終了時点で10点差がついた場合にはコールドゲームとなる。

### チーム編成
1チームは5 - 8人で編成される。試合は5人で行われる。また男女混合で行う大会の場合、守備時に男女各2名以上が入らなければならない。

### 選手交代
先発メンバーに関してはリエントリーが認められる。

### フィールド
内野の形は正方形であり、塁間は13メートルである。外野にはフェンスが置かれる（フェンスがない場合には、線を引くなどローカルルールが認められるケースもある）。フェアゾーンは18メートル×18メートルで、バッターボックスは本塁の後方である。一塁には衝突回避のため、ベースが2枚置かれる。

### 攻撃
打者は自分でトスしたボールを手のひらか拳で打つ。打球はフェアゾーン内の本塁より3メートル以上離れた地点で少なくとも1回はバウンドさせなければならない（フェンスオーバーやフェンス直撃もファウルアウト）。ファウル打球を打ってしまった場合アウトとなる。打球がフェアゾーンでバウンドするまでバッターボックス内に留まらなければならず、また走者は打球がフェアゾーンでバウンドする前に塁を離れてはならない。離れてしまうとアウト。一塁到達時は、走者はベースもしくはその前方1.5メートル先までのセーフエリア内にとどまらなくてはならず、一歩でもエリアから出た状態でタッチされた場合はアウトとなる。あとは野球と同様、打順間違い、走者の追い越しをするとアウト。1つの塁に2人走者がいる状態でタッチされた場合は後ろの走者がアウト。走者は可能な限り守備選手との衝突を避けなければならず、守備妨害と判断された場合はアウト。守備選手が触れる前の打球にも触れてはならない。二死満塁の場合は次の打者が3塁にいる状況があり得るが、その場合は3塁走者が次の打者に、2塁・1塁走者がそれぞれ3塁・2塁走者に、そしてその回で最初にアウトになった選手が1塁走者になる。得点が入った後二死満塁になった場合はこれが成立しない場合があるが、ルールブックにはその状況に関する記述がないためその際の対処は不明。

### 守備
グラブはなく素手で守る。守備位置は、一塁手、二塁手、三塁手、遊撃手（ショート）、中間野手（ミッドフィルダー）の5つ。フェアゾーン内であれば戦略に応じてシフトを変えるのは可能。後は野球と同様、ノーバウンドでの打球キャッチやフォースアウトや塁から離れた走者へのタッチで打者や走者をアウトにできる。

## 普及
今まで野球やソフトボールが盛んではなかった地域でも普及活動が行われ、69カ国で行われている。
日本国内ではアマチュア野球の国内統括団体である全日本野球協会がソフトボールの国内統括団体である日本ソフトボール協会と協力しながら普及が始められている。全日本野球協会は2019年にWBSCからインストラクターを招いてプロ・アマ野球関係者向けの講習会を開き、2020年3月には日本ソフトボール協会の協力を得て「Baseball5 JAPAN」を発足させ、事務局を全日本野球協会内に置いた。2021年12月には公式サイトを開設している。

## 国際大会
2018年には、欧州やカリブ地域で国際大会がすでに開かれている。2020年12月にはWBSC主催による第1回ワールドカップがメキシコで開催される予定だったが、新型コロナウイルス感染拡大の影響で開催予定が2021年6月、さらに2022年へと変更となった。また、2022年8月にはマレーシアのクアラルンプールで第1回 WBSC-ASIA Baseball5 アジアカップが開催され、日本からも初のBasball5 日本代表チームが派遣される予定となっている。
また、2026年に開催されるダカールユースオリンピックの開催競技への追加が決まっている。